# 검은코상어
검은코상어(학명:Carcharhinus acronotus)는 흉상어목 흉상어과 흉상어속에 속하는 물고기이다. 전체적인 몸길이는 1.3m로 상어에서는 작은 종에 속하는 종이다.

## 특징
검은코상어는 길고 둥근 주둥이와 큰 눈을 가진 유선형의 몸체를 가지고 있다. 영어권에서는 블랙노스 샤크(Blacknose Shark)라는 이름으로 불린다. 전체적으로 잘 발달된 피부 껍질과 콧구멍에는 개구부가 존재한다. 이빨의 톱니는 움푹한 모양이며 양턱에는 총 25개의 이빨이 존재하는데 윗턱에는 12개, 아래턱에는 13개의 이빨이 존재한다. 등지느러미는 2개이며 제1등지느러미는 낫의 모양을 가지며 제2등지느러미는 꼬리지느러미의 부근에 위치한다. 몸의 색상은 위쪽이 황색이나 녹색을 띤 회색, 갈색이며 아랫쪽은 흰색이나 노란색이다. 몸의 끝부분에는 검은색을 띠는 얼룩들이 존재한다. 먹이로는 멸치, 민어, 가시복과, 도미과, 정어리, 청어와 같은 물고기들, 갑각류, 문어, 오징어와 같은 두족류를 잡아먹고 사는 육식성 물고기에 속한다.
검은코상어(Carcharhinus acronotus)는 참상어과(Carcharhinidae)에 속하는 상어의 한 종류로, 서부 대서양의 열대 및 아열대 해역에서 흔히 발견된다.이 상어는 주로 해안의 해초지, 모래 바닥, 자갈 또는 산호 파편이 많은 지역에 서식하며, 성체는 어린 개체보다 더 깊은 바다를 선호한다. 보통 길이는 약 1.3m(4.3피트) 정도로 작고, 전형적인 ‘참상어류’의 유선형 몸매를 가지며, 길고 둥근 주둥이, 큰 눈, 작고 첫 번째 등지느러미를 가지고 있다. 영어 이름인 ‘blacknose(검은코)’는 주둥이 끝에 있는 검은 반점에서 유래했으며, 나이가 든 개체에서는 이 반점이 희미할 수도 있다.
검은코상어는 태생의 번식 방식을 가지며, 수정란이 어미의 자궁 안에서 발달하면서 태반을 통해 영양을 공급받는다. 보통 한 번에 1마리에서 6마리의 새끼를 낳으며, 출산 시기는 늦봄에서 초여름 사이이다. 북반구와 남반구의 개체군 간에는 계절 차이로 인해 생식 시기가 약 6개월 정도 차이 난다. 어린 상어는 주로 얕은 해안가의 만이나 맹그로브와 같은 보육장(nursery area)에서 성장하며, 성체는 더 깊은 바다에서 생활한다.
검은코상어는 강한 장소 충성도를 보이는 종으로, 같은 지역으로 해마다 돌아오는 습성을 지닌다. 포식자이지만 더 큰 상어의 먹이가 되기도 하며, 위협을 느낄 때는 등을 구부리고 가슴지느러미를 내린 채 입을 벌리고 몸을 좌우로 흔드는 위협 행동을 보인다. 이 상어는 낚시 대상 어종으로도 이용되며, 특히 가벼운 장비를 이용한 낚시에서 강한 저항을 보여 스포츠 낚시 대상으로 인기가 있다. 그러나 상업 어업 및 새우잡이 트롤망에 의해 의도치 않게 잡히는 일이 많으며, 이는 어린 개체의 생존에 부정적인 영향을 미치고 있다.
또한, 검은코상어는 다양한 외부 기생충에 감염되는 사례가 보고되어 있으며, 대표적으로 Nesippus orientalis, Kroyeria sphyrnae, Eudactylina spinifera와 같은 요각류 및 일부 촌충류가 확인된 바 있다.

## 서식지 및 산란
검은코상어의 서식지는 서부 대서양으로 미국부터 시작해 남아메리카의 브라질까지 서식한다. 수심 0~200M의 자갈로 이뤄진 연안에서 주로 서식하는 종이다. 산란기는 3월~5월의 봄이 되며 산란기가 되면 수컷은 암컷을 두고 서로 싸우기도 한다. 수컷의 수정을 받은 암컷은 8~11월의 임신 기간을 거쳐 이듬해에 1~6마리의 유어를 출산하게 된다. 암컷과 수컷은 모두 90cm로 성장했을 때에 성적으로 성숙해진다.
검은코상어는 아메리카 동부 해안의 대륙붕 및 섬 주변 대륙붕 지역에 서식하며, 북쪽으로는 미국 노스캐롤라이나 주, 남쪽으로는 우루과이 남부까지 분포한다. 또한 바하마, 멕시코만, 카리브해에서도 발견된다. 이 상어는 보통 해안의 해초지, 모래 평지, 조개나 산호 파편이 있는 바닥 등에서 자주 목격된다.
검은코상어는 크기와 성별에 따라 공간적으로 분리된 서식지를 가지는 경향이 있다. 일반적으로 얕은 물에서는 어린 상어들만 발견되며, 성체는 보통 수심 9m(30피트) 이상의 깊은 바다를 선호하며, 특히 1864m(59210피트) 구간에서 가장 흔히 발견된다.
**남동부 미국 연안(사우스애틀랜틱 바이트, South Atlantic Bight)**에 서식하는 검은코상어는 여름에는 북쪽으로, 겨울에는 남쪽 또는 더 깊은 바다로 이동하는 계절 이동을 보인다. 멕시코만에 서식하는 개체들도 이와 유사한 이동을 한다

### 형태적 특징
- 검은코상어는 길고 둥근 주둥이와 큰 눈을 가진 유선형의 몸체를 가지고 있다. 영어권에서는 블랙노스 샤크(Blacknose Shark)라는 이름으로 불리며, 이는 주둥이 끝에 있는 검은 반점에서 유래한다. 그러나 나이가 들수록 이 반점은 희미해질 수 있다. 콧구멍 앞에는 잘 발달된 피부 판이 있어 공기의 유입과 배출을 구분해 주며, 전체적으로 피부는 겹겹이 덮인 피부 이빨(피부돌기)로 덮여 있다. 이 돌기에는 57개의 세로 능선이 있고, 어린 개체는 3개의 능선을 가진다. 가장자리에는 35개의 작은 돌기들이 있어 상어의 몸을 매끄럽게 보호한다.  입 안에는 윗턱에 12개, 아랫턱에 13개의 이빨이 줄지어 있으며, 전체적으로 삼각형 모양이고 비스듬하게 나 있으며, 가장자리는 톱니처럼 울퉁불퉁하다. 윗턱의 이빨은 아랫턱보다 더 굵은 편이다. 아가미는 양쪽에 각각 5쌍이 있으며, 각 틈은 첫 번째 등지느러미 밑변의 3분의 1 이하로 짧은 편이다.  등지느러미는 두 개이며, 첫 번째 등지느러미는 작고 낫처럼 휘어 있으며 끝이 뾰족하다. 이 지느러미는 가슴지느러미의 뒷끝 부근에서 시작되고, 두 번째 등지느러미는 꼬리지느러미의 앞쪽에 위치하며 크기는 첫 번째보다 작다. 두 등지느러미 사이에는 능선이 없다. 가슴지느러미는 짧고 끝이 뾰족하며, 꼬리지느러미는 비대칭으로 위쪽 갈래가 더 크고 끝이 어둡다.  몸 색깔은 위쪽이 황색 또는 녹색이 섞인 회색 또는 갈색을 띠며, 배 쪽은 흰색 또는 노란색이다. 주둥이 끝, 두 번째 등지느러미, 꼬리지느러미 끝에는 검은색 반점이 있는 경우가 많다. 평균 몸길이는 1.3~1.4m이며, 무게는 약 10kg 정도이다. 기록된 최대 몸길이는 2.0m, 최대 무게는 18.9kg이다.

생태 및 먹이
- 검은코상어는 연안 생태계에서 중간 포식자 역할을 수행한다. 주 먹잇감은 핀피시·크로커·도미류·멸치·복어류 같은 소형 경골어류이며, 문어·오징어 같은 두족류도 중요한 비중을 차지한다. 먹이를 탐색할 때는 대개 수면 바로 아래층을 활발히 순회하며, 때로는 멸치·숭어 떼가 형성한 분산형 어군 가장자리를 따라붙어 기습적으로 사냥한다. 빠른 회전 속도와 순간적인 돌진 능력 덕분에, 더 큰 카리브산호상어가 접근해도 미끼를 먼저 가로채는 장면이 자주 관찰된다.
- 먹이 활동에는 명·야간 뚜렷한 구분이 없지만, 일몰 무렵에 사냥 빈도가 다소 증가한다. 이유는 이 시각에 시야가 불완전해지는 작은 어류를 노리기 유리하기 때문이다. 또, 메기·우럭류 등 가시가 발달한 어종도 포섭해 먹는데, 연구된 위 내용물을 보면 가시가 주둥이 쪽에 걸리는 경우가 거의 없어 턱의 회전력과 이빨 배치가 그러한 먹이에 적응했음을 시사한다.

계절 이동은 먹이 공급과 밀접한 관련이 있다. 예를 들어 사우스애틀랜틱 바이트 개체군은 여름에 북상해 새끼 멸치·새우가 풍부한 얕은 해역에서 효율적으로 포식하고, 겨울에는 해수 온도가 내려가자 더 남쪽이자 깊은 곳으로 이동해 오징어류를 주요 자원으로 전환한다. 이처럼 먹이원 가용성 변화에 따라 식단 구성과 이동 패턴이 함께 바뀌는 것이 특징이다.
검은코상어 역시 피식자 지위를 벗어나지 못한다. 뱀상어속 대형종·큰백상어 등이 주요 포식자로 지목되며, 포식자 접근 시 **‘위협 자세(threat display)’**를 수행한다. 이때 등은 활처럼 굽히고, 가슴지느러미를 아래로 내린 채 몸을 과장되게 흔들어 상대에게 경계 신호를 보낸다. 해당 자세는 포획 스트레스 상황에서도 나타나 사육장 연구에서 서열 형성과도 연관 있는 것으로 알려져 있다.
생태계 균형 면에서 검은코상어는 소형 어류 개체수 조절자로서 중요하다. 멸치·치어 무리의 과밀 증식을 억제함으로써 해조·플랑크톤 자원을 보호하고, 더 큰 포식자에게는 자신이 먹이로 제공돼 다단계 먹이망을 유지한다. 하지만 **새우 트롤망의 부산물(bycatch)**로 자주 잡히며, 특히 어린 개체가 집중적으로 희생돼 향후 개체군 재생산력이 감소할 위험이 지적된다. 해양관리 기구는 이를 완화하기 위해 보호구역 설정, 망목 규격 상향, 계절별 조업 제한 등을 점진적으로 확대하는 추세다.
분류 및 계통
쿠바의 박물학자 **펠리페 포이(Felipe Poey)**는 1860년 《쿠바 섬의 자연사에 대한 회고록(Memorias sobre la historia natural de la Isla de Cuba)》에서 검은코상어를 Squalus acronotus라는 이름으로 처음 기술했가. 이후 다른 연구자들이 이 종을 Carcharhinus 속으로 옮겼다.**표본(type specimen)**은 쿠바 해안에서 채집된 **길이 98cm(3.2피트)**의 수컷이다.
형태학적 자료에 따르면, **잭 개릭(Jack Garrick)**은 1982년에 검은코상어가 **흰볼상어(C. dussumieri)**와 **검은점상어(C. sealei)**가 포함된 그룹과 자매군 관계에 있다고 제안했다. 반면 **레너드 콤파뇨(Leonard Compagno)**는 1988년에 이 상어가 실키상어(C. falciformis), 검은지느러미산호상어(C. melanopterus) 등 5종과 함께 같은 그룹에 속한다고 보았다.
유전학적 분석 결과도 계통 관계에 대해 명확하지는 않았다. **개빈 네일러(Gavin Naylor)**는 1992년 알로자임 분석을 통해 검은코상어가 Carcharhinus 속 중 가장 원시적인 종이라고 주장했다. 그러나 **2008년 미네 도사이-압쿨루트(Mine Dosay-Abkulut)**의 리보솜 DNA 분석에서는 검은코상어가 블랙팁상어(C. limbatus) 또는 **스몰테일상어(C. porosus)**와 가까운 관계를 가진다고 나타났다.
또한, **중남미 열대 해안에서 발견되는 화이트노즈상어(Nasolamia velox)**는 검은코상어의 기형 발생(테라토제닉) 후손일 수 있으며, **단안증(cyclopia)**과 같은 선천적 이상으로부터 유래했을 가능성이 제기된 바 있다.

## 같이 보기
- 흉상어목
- 흉상어과
- 리퀴엠상어(영어판 : Requiem shark)
- 블랙팁상어 (Carcharhinus limbatus)
- 화이트치크상어 (Carcharhinus dussumieri)
- 상어 보존 현황 목록
- 멕시코만
- 위협 자세(동물 행동)